# François Janssens (voetballer)
François (Swat) Janssens (Turnhout, 25 september 1945 – Lier, 8 januari 2024) was een Belgisch voetballer. Hij speelde als aanvaller bij FC Turnhout en Lierse SK van de jaren zestig tot begin jaren tachtig.

## Biografie
Met FC Turnhout had Janssens een seizoen in de hoogste klasse aangetreden. Na de degradatie van Turnhout in 1964 speelde hij nog twee seizoenen in Tweede klasse, om in 1966 naar Lierse SK te trekken. Met Lierse zou hij vijftien jaar in Eerste klasse aantreden en uitgroeien tot een monument bij de club. Bij het 100-jarig bestaan van Lierse in 2006 werd hij er verkozen in het "Lierse-elftal van de Eeuw".In totaal speelde hij 485 wedstrijden op het hoogste niveau en scoorde 106 doelpunten.
Janssens was ook Belgisch international en scoorde één doelpunt voor België. Hij behoorde tot de selectie voor het WK 1970 in Mexico en het EK 1972 in België.
Hij overleed in januari 2024 op 78-jarige leeftijd.

## Palmares
- Winnaar Beker van België 1968-69 met Lierse
- Voetbalde na Lierse bij SK St Niklaas , speler trainer bij OG Vorselaar , trainer bij Humbeek
- Derde plaats Europees Kampioenschap 1972

1 Piot ·
2 Heylens ·
3 Thissen ·
4 Dewalque ·
5 Jeck ·
6 Dockx ·
7 Semmeling ·
8 Van Moer ·
9 De Vrindt ·
10 Van Himst  ·
11 Puis ·
12 Trappeniers ·
13 Beurlet ·
14 Martens ·
15 Vandendaele ·
16 Polleunis ·
17 Verheyen ·
18 Lambert ·
19 Carteus ·
20 Peeters ·
21 Janssens ·
22 Duquesne ·
Coach: Goethals
Piot ·
Sanders ·
Dolmans ·
Heylens ·
Martens ·
Thissen ·
Van Binst ·
Semmeling ·
Thio ·
Vandendaele ·
J. Verheyen ·
Dockx ·
F. Janssens ·
Plessers ·
R. Verheyen ·
Lambert ·
Polleunis ·
Teugels ·
Van Himst  ·
Coach: Goethals
Assistent-trainer: Labeau